# Cisternes de Tawila
Les cisternes de Tawila (àrab: صهاريج عدن, ṣahārīj ʿAdan, o صهاريج الطويلة, ṣahārīj aṭ-Ṭawīla) són uns dipòsits d'aigua que es troben a Aden, al Iemen, i daten de l'antiguitat.

## Història
Les cisternes de Tawila daten del segle i i van ser construïdes pels himiarites. Una placa a l'entrada del lloc adverteix als visitants: «Quant a la construcció originària, res no se sap amb precisió.»
Les cisternes s'esmenten en manuscrits del segle x: «Aden té aljubs que recullen aigua quan plou», va escriure Abu-Muhàmmad al-Hàssan al-Hamdaní. Al-Maqdissí, tres segles després, també esmenta els pous i cisternes d'Aden. Durant l'època de la dinastia rassúlida (1229-1454), les cisternes estaven en ruïnes. Els rassúlides en van reconéixer la utilitat i les van restaurar. Les cisternes es van usar fins al segle xvi.
Van ser redescobertes per Robert Lambert Playfair el 1854. Els britànics les restauraren en el segle XIX.

## Característiques

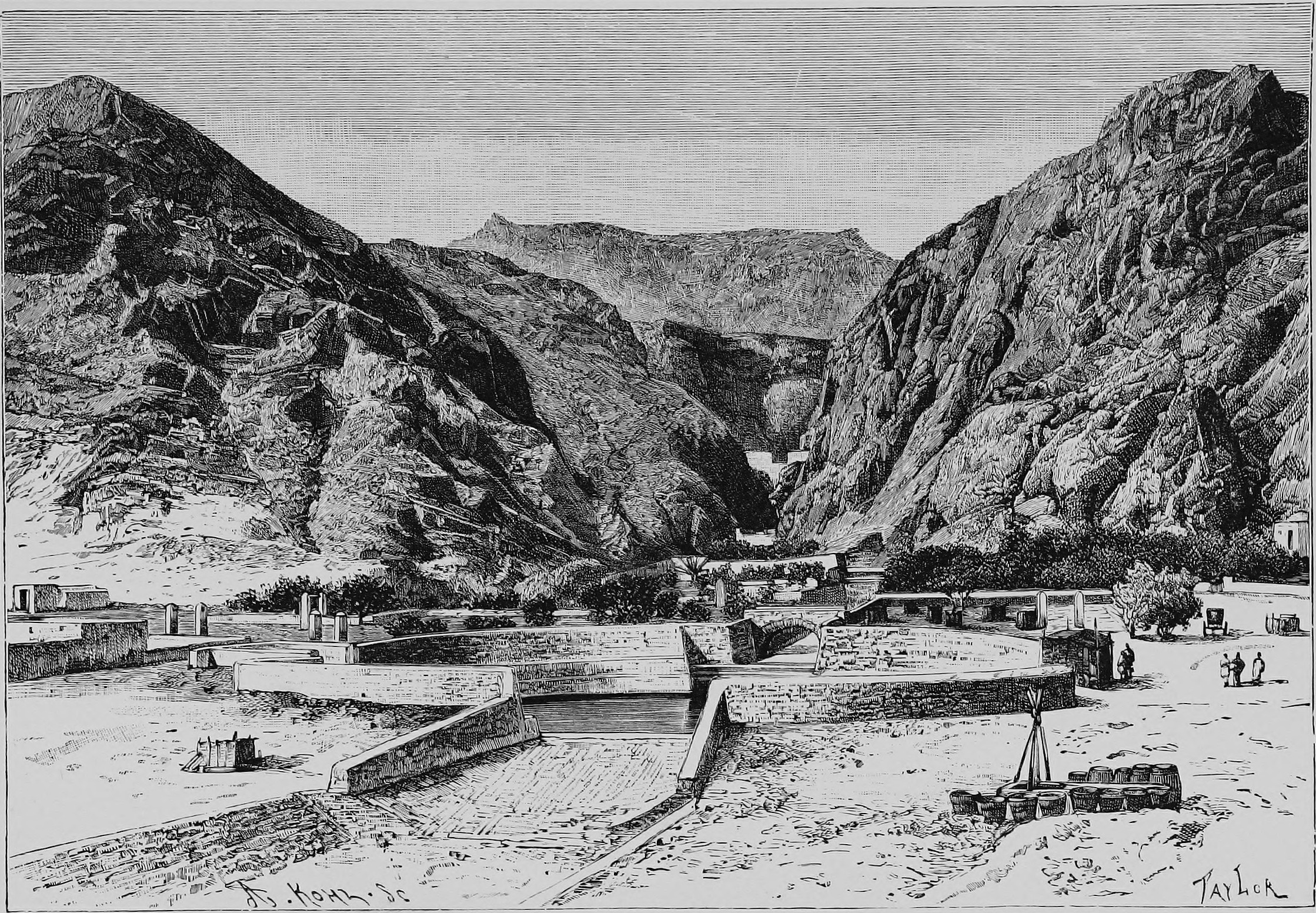
Dibuix de les cisternes del 1876

Situades a una altitud de 1.600 m, les cisternes s'utilitzaven per a proveir Aden d'aigua fresca procedent de les pluges que baixaven de la muntanya Shamsan. Divuit aljubs s'apilaren l'un damunt l'altre i s'omplien successivament. Són fets de roques volcàniques de Wadi Tawila i estan revestits d'un estuc especial amb cendra volcànica per a fer un ciment natural que és alhora dur i impermeable. Tenen una capacitat de més d'un milió d'hectolitres, i el desbordament es descarrega a la mar per un sistema de canonades. Els majors embassaments són el de Coghlan, situat al bell mig de l'emplaçament, i el de Playfair, situat més a baix, fora de l'emplaçament.
Els embassaments estan actualment buits i es troben enmig d'un jardí que serveix de parc públic.
En cas d'inundació, però, són útils per a xuclar part de l'aigua de la muntanya. Un sistema de uadis i preses en facilita l'evacuació.